# Ficus Ruminalis
Die Ficus Ruminalis (etwa Ruminalischer Feigenbaum, auch Ruminalischer Baum, arbor Ruminalis oder rumina ficus) war ein Feigenbaum am Forum Romanum im antiken Rom.

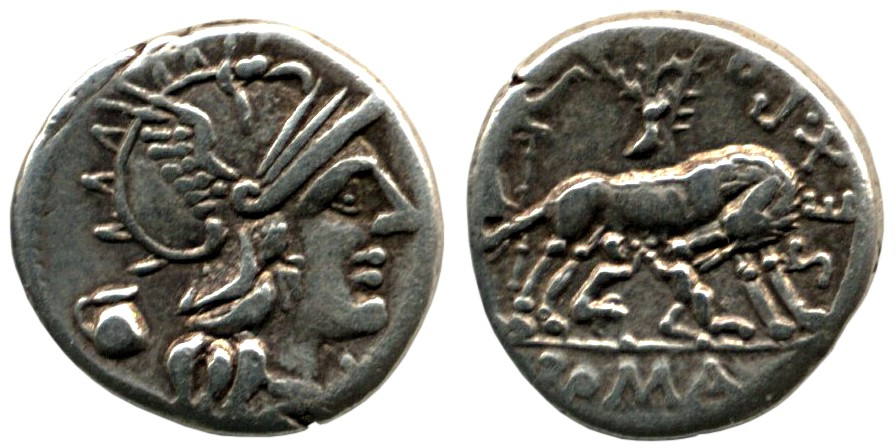
Denar, 137 v. Chr. (Sextus Pompeius), VS Roma, RS Wölfin mit Zwillingen vor Feigenbaum.

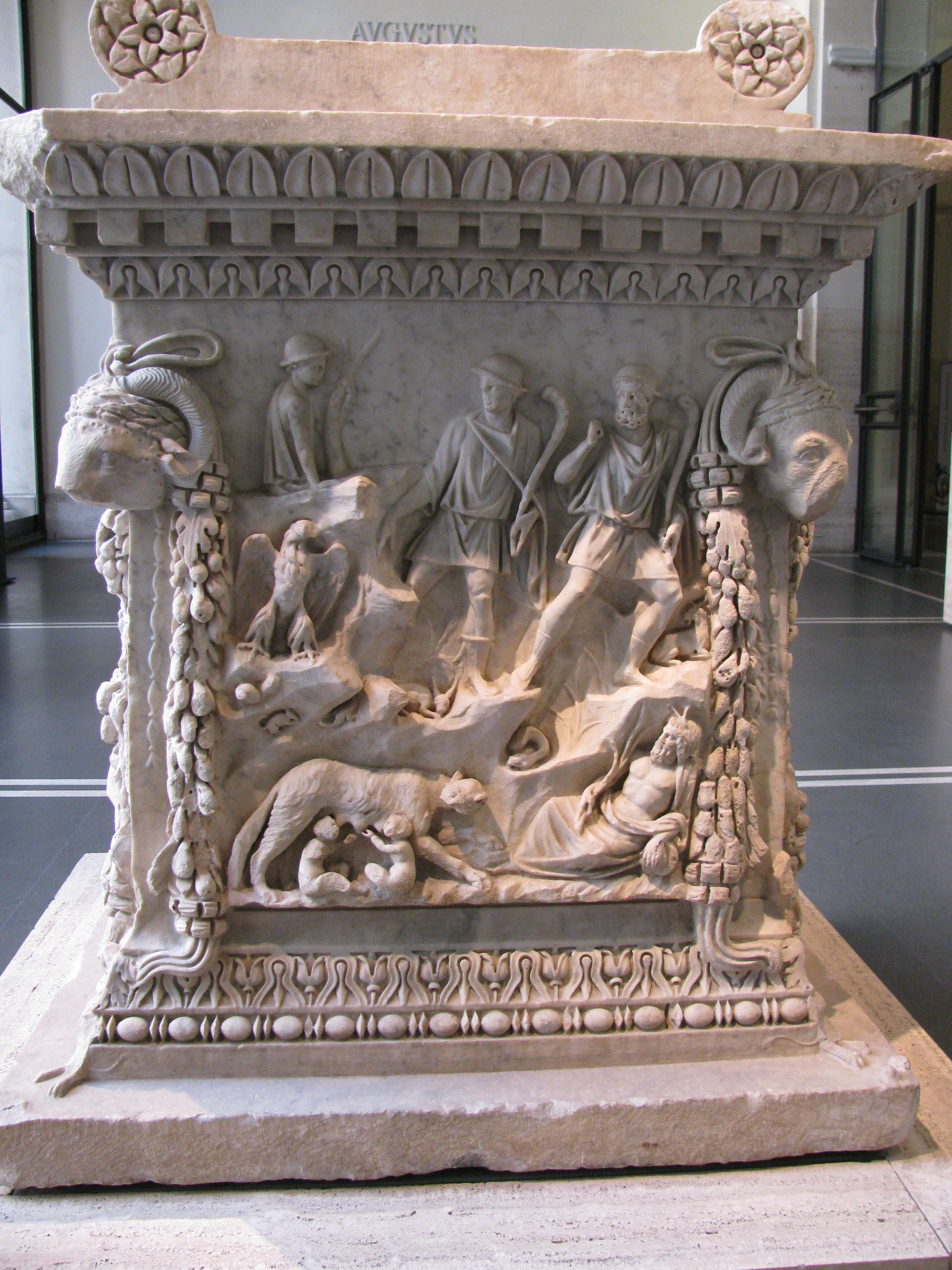
Venus- und Mars-Altar mit Wölfin, Fundort Piazzale delle Corporazioni, Ostia Antica.

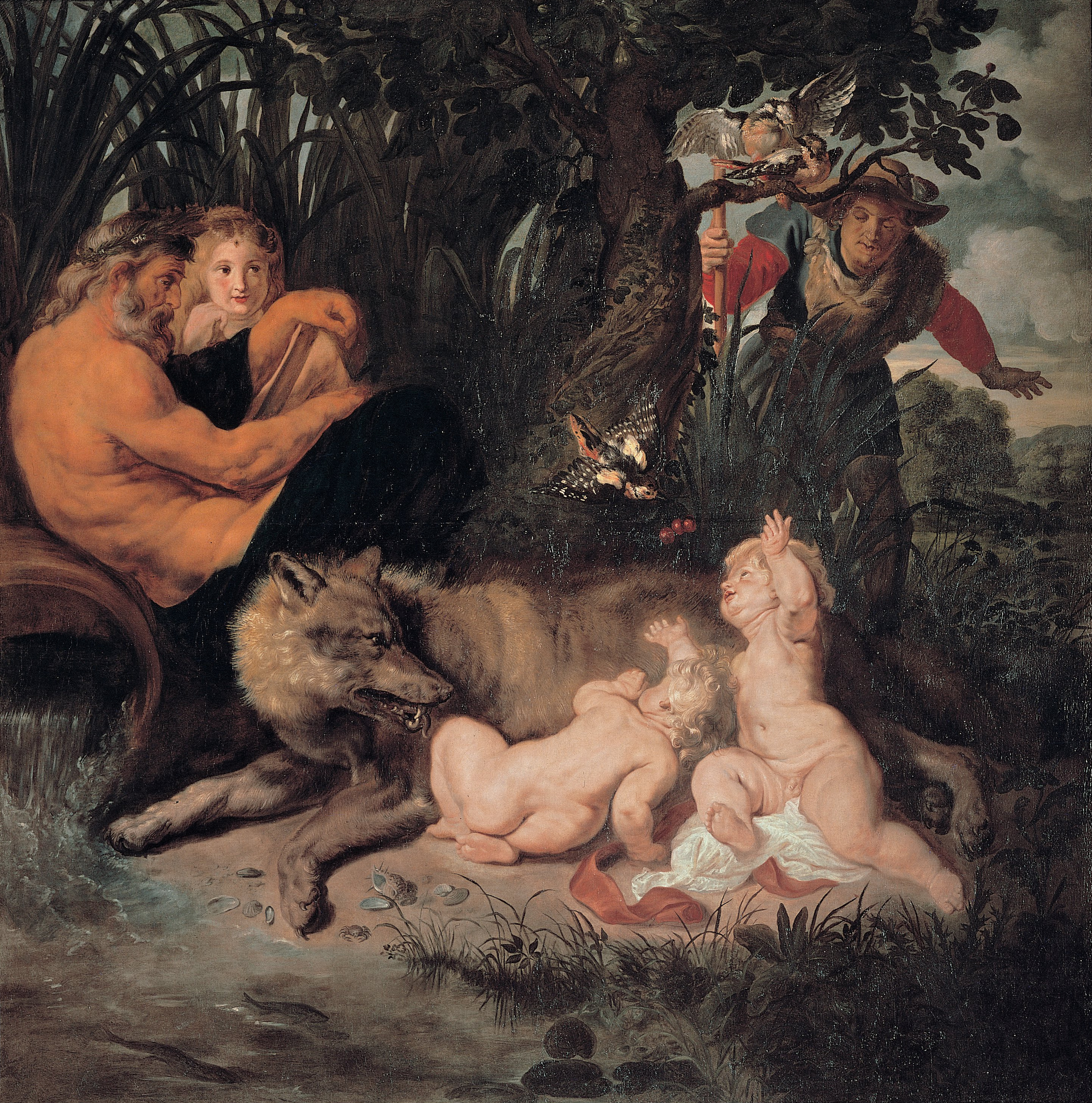
Peter Paul Rubens: Romulus und Remus.

## Mythologie
Der Legende nach wurden Romulus und Remus als Säuglinge in einem Korb auf dem Tiber ausgesetzt. An der ficus Ruminalis blieb der Korb, in dem die Kinder saßen, hängen. Dort fand sie eine Wölfin, die die Kinder säugte. Der Name lässt sich demnach von lateinisch rumis („Zitze“) ableiten. Ein Heiligtum der Göttin Rumina, deren Kult mit Romulus und Remus verbunden ist, befand sich in der Nähe des Baums.

## Geschichte
Mit Rücksicht auf die Topographie der Romuluslegende sind seit der literarischen Bearbeitung in augusteischer Zeit zwei Standorte des Feigenbaumes durch schriftliche Quellen greifbar. Bereits in der Römischen Königszeit soll der Baum vom Augur Attus Navius durch ein Wunder vom Palatin auf das Comitium in die Nähe des Lacus Curtius versetzt worden sein, wonach er zur Zeit des Titus Livius bereits mehr als 500 Jahre auf dem Forum stand. Demnach wäre der frühere Standort derjenige am Hang des Palatin in der Nähe des Lupercal. Dass der Name ficus Ruminalis in späterer Zeit für beide Orte überliefert ist, kann durch Verwechslung begründet sein. Möglicherweise behielt der alte Standort den Namen oder es wurde ein Baum nachgepflanzt. Zur Verwirrung könnte auch beigetragen haben, dass für den Standort am Palatin eine Statue des Attus Navius durch Livius bezeugt ist. Am neuen Standort auf dem Comitium befand sich eine Bronzegruppe mit der Darstellung der Zwillinge und der Wölfin, die nach Dionysios von Halikarnassos ebenfalls unter Attus Navius geweiht worden sein soll.
Das Schicksal der Ficus Ruminalis wurde aufgrund ihrer mythologischen Bedeutung und Lage mit dem des Staats verknüpft. Starb der Baum ab, galt dies als unheilvolles Vorzeichen und er musste durch die Priester neu gepflanzt werden.  Ein solcher Fall ist von Tacitus für das Jahr 59 n. Chr. in der Regierungszeit Kaiser Neros belegt.
Im 20. Jahrhundert wurden auf dem Comitium wieder drei Feigenbäume am mutmaßlichen Standort angepflanzt.